# Campeonato de Oceanía de Taekwondo
El Campeonato de Oceanía de Taekwondo es la máxima competición de taekwondo a nivel de Oceanía. Es organizado desde 2005 por la Unión de Taekwondo de Oceanía (OTU).

## Ediciones
| N.º | Año  | Sede       | País      |
| --- | ---- | ---------- | --------- |
| I   | 2005 | Sídney     | Australia |
| II  | 2012 | Gold Coast | Australia |
| III | 2016 | Suva       | Fiyi      |
| IV  | 2018 | Mahina     | Francia   |
| V   | 2019 | Apia       | Samoa     |
| VI  | 2022 | Papeete    | Francia   |

## Medallero histórico
- Actualizado hasta Papeete 2022.[1]

| Núm. | País               | Oro | Plata | Bronce | Total |
| ---- | ------------------ | --- | ----- | ------ | ----- |
| 1    | Australia          | 50  | 36    | 22     | 108   |
| 2    | Polinesia Francesa | 4   | 5     | 14     | 23    |
| 3    | Nueva Zelanda      | 1   | 8     | 24     | 33    |
| 4    | Samoa              | 1   | 1     | 3      | 5     |
| 5    | Nueva Caledonia    | 0   | 3     | 5      | 8     |
| 6    | Papúa Nueva Guinea | 0   | 3     | 6      | 9     |
| 7    | Fiyi               | 0   | 0     | 6      | 6     |
| 8    | Islas Salomón      | 0   | 0     | 4      | 4     |
| 8    | Tonga              | 0   | 0     | 4      | 4     |
| 10   | Kiribati           | 0   | 0     | 2      | 2     |
| 11   | Tonga              | 0   | 0     | 1      | 1     |
|      | TOTAL              | 56  | 56    | 91     | 203   |